# Combretum schweinfurthii
Combretum schweinfurthii är en tvåhjärtbladig växtart som beskrevs av Adolf Engler och Diels. Combretum schweinfurthii ingår i släktet Combretum och familjen Combretaceae. Inga underarter finns listade i Catalogue of Life.